# Báfg megye
Báfg megye (perzsául: شهرستان بافق)  Irán Jazd tartományának egyik megyéje az ország középső részén.
Északon Ardakán megye, keleten Behábád megye, délen Kermán tartomány, nyugaton Mehriz megye, északnyugaton pedig Jazd megye határolja. Székhelye és egyetlen városa Báfg. Egyetlen kerület alkotja (Központi kerület (Báfg megye)). Lakossága a 2016-os népszámlálás szerint 50.845 fő volt.